# 한미영
한미영(韓美榮, 1953년 12월 2일~ )은 세계여성발명기업인협회 회장이며 국가과학기술자문회의 자문위원이다.

## 학력
- 1976. 02. 이화여자대학교 졸업
- 1977. 09. 미국 BOSTON UNIVERSITY 1년 수료
- 2003. 08. 연세대학교 법무대학원 수료
- 2005. 02. 서울대학교 공과대학 최고산업과정 수료
- 2007. 02. 서울과학종합대학원 최고경영자과정 수료

## 주요 경력
- 2001. 03. 태양금속공업(주) 부사장(現)
- 2003. 02. (사)한국여성발명협회 회장 (2003.2 ~ 2013.02)
- 2003. 02. 한국발명진흥회 이사 (2003 ~ 2013)
- 2003. 02. 한국여성단체협의회 이사 (2003 ~ 2013)
- 2004. 02. 직능경제인단체총연합회 수석부회장
- 2004. 06. 대통령 직속 국가과학기술자문회의 자문위원 (2004 ~ 2007)
- 2004. 10. 한국가정법률상담소 감사(現)
- 2005. 09. 대통령 직속 정부혁신관리위원회 위원
- 2006. 06. 한국과학문화재단 '과학기술 앰배서더'
- 2006. 08. 서울특별시 여성기업창업보육센터 운영위원 (2006 ~ 2010)
- 2006. 12. 한국여성경제단체연합 수석대표(現)
- 2007. 02. 산업자원부 산업기술발전위원회 위원
- 2007. 08. 서울시 여성위원회 위원 (2007 ~ 2010)
- 2007. 10. 행정자치부 공무원중앙제안 심사위원
- 2007. 10. 한국원자력정책포럼 위원(現)
- 2008. 10. 한국학술진흥재단 2008 산학협력 EXPO 조직위원회 위원
- 2008. 10. 대학산업기술지원단 이사(現)
- 2008. 10. 산학협력총연합회 임원(現)
- 2008. 11. 한국과학기술기획평가원 자문위원 (2008 ~2012)
- 2008. 12. 세계여성발명·기업인협회 회장(現)
- 2008. 12. 강남구여행(女幸)포럼 위원
- 2008. 12. 서울시 아리수 명예홍보대사
- 2008. 12. 한국산업보안연구학회 부회장
- 2009. 06. 농림수산식품부 여성농어업인육성정책 자문위원
- 2009. 08. 농림수산식품부 과학기술위원회 위원 (2009 ~ 2011)
- 2009. 06. 제2회 메트로폴리스 여성네트워크포럼 조직위원회 위원
- 2009. 06. 국립중앙과학관 2009 전국과학경진대회 심사위원장
- 2009. 08. 충주시 투자유치자문관
- 2009. 09. 여성신문 자문위원(現)
- 2009. 10. 지식경제부 연구개발특구위원회 민간위원(現)
- 2010. 02. F포라 서울국제여성영화제를 사랑하는 100인포럼 공동대표
- 2010. 05. 한국장학재단 한국인재멘토링네트워크 멘토(現)
- 2010. 06. 중앙공무원교육원 교육정책자문위원 (2010 ~ 2012)
- 2010. 07. 농업기술실용화재단 지식재산분과 자문위원(現)
- 2011. 01. 한국여성과학기술단체총연합회 이사
- 2011. 07. 서울시 산학연정책위원회 위원(現)
- 2011. 07. 대통령 직속 국가지식재산위원회 민간위원 (~2013)
- 2011. 09. 연세대학교 신소재공학과 겸임교수(現)
- 2011. 11. 전자부품연구원 이사(現)
- 2012. 09. 한국디자인진흥원 교육 고문(現)
- 2012. 09. 농업기술실용화재단 기술경영분과 자문위원(現)
- 2012. 10. 한국매니페스토 실천본부 상임대표
- 2013. 02. (사)한국여성발명협회 명예회장(現)
- 2014. 05. 국방부 국방정책자문위원(現)
- 2014. 06. 여성가족부 정책자문위원회 위원(現)

## 수상 경력
- 2005. 07. ‘제10회 여성주간’ 기념 유공자 대통령 표창
- 2005. 07. ‘제2회 서울사랑시민상’ 본상
- 2007. 11. 국민훈장 목련장 수상
- 2011. 07. '제16회 여성주간'기념 유공자 대통령 표창
- 2013. 05. 발명의날, 지식재산분야 혁신 기여 공로로 동탑산업훈장 수여